# Anton Heberle
Anton Heberle (* um 1780;  nachgewiesen zwischen 1806 und 1816) war ein Flötist, Komponist und vermutlicher Erfinder der Stockflöte (auch Csakan bzw. Czakan, ungarisch: Csákány).

## Leben
Heberle spielte bei der ersten bekannten Verwendung der Stockflöte in einem Konzert am 18. Februar 1807 in Pest dieses Instrument und wurde in Konzertankündigungen ab 1810 auch als Erfinder des Instruments bezeichnet. 1807 erschien seine Scala für den Ungarischen Csakan, und Heberle war auch der erste, der Kompositionen für den Csakan veröffentlichte.
Über sein Leben liegen kaum gesicherte Daten vor. Nach den Ergebnissen einer privaten Ahnenforschung lebte er von 1807 bis 1811 in Wien. Um 1812 ließ er sich in Ungarn nieder und wurde 1813 Mitglied der Freimaurerloge von Laibach.
Eine Reihe von Heberles Werken wurde in jüngerer Zeit u. a. von der Blockflötistin Michala Petri herausgegeben und eingespielt.

## Wichtige Werke
Zu seinem kompositorischen Schaffen gehören u. a. (alle Flötenwerke sind ursprünglich für den Csakan in as komponiert):
- Konzert in G-Dur für Blockflöte, Streichorchester und 2 Hörner ad lib. (ursprünglich in Es-Dur, nach G-Dur transponiert, um es für Sopranblockflöte spielbar zu machen)
- 8 Bände leichter Stücke für die Blockflöte (Csakan)
- Fantaisie (1808) für Sopranblockflöte
- Sonate (1808) für Sopranblockflöte
- Sonate Brillante (1810) für Sopranblockflöte
- Zwei Bände kurzer Duette
- ein Concertino für Streichertrio und zwei Hörner
- einige Variationen für Streichquartett und zwei Hörner
- Acht leichte Märsche für 2 Sopranblockflöten
- Dreizehn Ländler für Sopranblockflöte
- 3 Petites Pièces (1807) für Sopranblockflöte